# Agapetes megacarpa
Agapetes megacarpa är en ljungväxtart som beskrevs av William Wright Smith. Agapetes megacarpa ingår i släktet Agapetes och familjen ljungväxter. Utöver nominatformen finns också underarten A. m. lohitensis.